# سائو فنگ
سائو فنگ () (۲۳۲–۲۷۴)، با نام محترم لانکینگ، سومین امپراتور دودمان سائو وی در طول دوره سه پادشاهی  بود. او پسر خوانده سائو روئی، دومین فرمانروای وی بود. سائو فانگ از ژانویه ۲۳۹ تا اکتبر ۲۵۴ به عنوان یک امپراتور اسمی قبل از برکناری توسط نایب السلطنه سیما شی حکومت کرد و پس از آن به عنوان "شاهزاده چی" شناخته شد. پس از سقوط وی در فوریه ۲۶۶، سائو فنگ توسط امپراتور وو از دودمان جین لقب "دوک شاولینگ" را دریافت کرد. هنگامی که او در سال ۲۷۴ درگذشت، نام پس از مرگ "لی" به او داده شد، بنابراین عنوان کامل پس از مرگ او "دوک لی شاولینگ" شد.